# Ochthocharis bornensis
Ochthocharis bornensis är en tvåhjärtbladig växtart som beskrevs av Carl Ludwig von Blume. Ochthocharis bornensis ingår i släktet Ochthocharis och familjen Melastomataceae. Inga underarter finns listade i Catalogue of Life.